# 經歷司
經歷司，為明清時期官方常設衙署之一。明代宗人府、都察院、通政使司、五軍都督府、各衛所均設置有經歷司。主要負責所屬機構的文書出入等事務性工作。